# Nagrada SFERA
Nagrada SFERA je nagrada koju od 1981. dodjeljuje društvo za znanstvenu fantastiku SFera iz Zagreba. Do 1991. dodjeljivala se za područje cijele Jugoslavije, a od 1994. samo za djela izvorno objavljena na hrvatskome jeziku.
Nagrada SFERA dodjeljuje se najboljim ostvarenjima s područja SF-a (u interpretaciji pravilnika, SF je zbirni naziv za znanstvenu fantastiku, fantastiku i horror) prvi puta objavljena i/ili prikazana u Hrvatskoj na hrvatskom jeziku tijekom prethodne kalendarske godine.
Nagrada je u početku bila samo književna, no s vremenom se proširila u niz kategorija. Danas se dodjeljuje u sljedećim kategorijama
- minijatura (priča do 5 kartica)
- kratka priča (5-15)
- priča (16-50)
- novela (51-100)
- roman (preko 100 kartica)
- roman za djecu
- drama
- poezija
- ilustracija u boji
- crno-bijela ilustracija
- strip

Ostali mediji (npr. kostimografija, skulptura, film, video, glazba) određeni su kao "posebna ostvarenja". Nagrada se dodjeljuje i za životno djelo te povremena, posebna nagrada za djelo novog autora, nazvana Protosfera.

## Dosadašnji dobitnici[4]

### 1981.
- Priča: Goran Hudec, Prsten
- Roman: Miha Remec, Prepoznavanje (slovenski autor)
- Povelja: emisija Eppur si muove Radio Zagreba

### 1982.
- Priča: Radovan Devlić, Hajka
- Životno djelo: Zvonimir Furtinger
- Povelja: Dušan Vukotić

### 1983.
- Priča: Biljana Mateljan, Vrijeme je, maestro
- Povelja: Sirius

### 1984.
- Priča: Slobodan Čurčić, Šume, kiše, grad i zvezde (srpski autor)
- Roman: Branko Belan, Utov dnevnik
- Povelja: IRO Politika (Beograd) i Brane Dimitrović

### 1985.
- Priča: Hrvoje Prćić, Ana s onu stranu zrcala
- Strip: Željko Pahek
- Povelje: Galerija Studentskog centra u Zagrebu, Boban Knežević i Talijanski kulturni centar u Zagrebu

### 1986.
- Priča: Slobodan Petrovski, Most
- Roman: Predrag Raos, Mnogo vike nizašto
- Povelje: Centar za kulturu Pešćenica, Tehnički muzej u Zagrebu, Borivoj Jurković

### 1987.
- Priča: Miha Remec, Spomenik Euridiki (slovenski autor)
- Strip: Igor Kordej
- Povelje: Žiga Leskovšek, IRO Prosveta (Beograd)

### 1988.
- Priča: Vladimir Lazović, Sokolar (srpski autor)
- Povelja: Dobrosav Bob Živković

### 1989.
- Priča: Predrag Raos, Škorpion na jeziku
- Životno djelo: Gavrilo Vučković (srpski urednik)

### 1990.
- Priča: Radovan Devlić, Zatvor
- Roman: Radivoje Lola Đukić, Ovca na Bulevaru Oktobarske revolucije (srpski autor)
- Povelje: Radijska emisija "Znan-fan tobogan" Hrvatskog radija Zagreb, Tomislav Radanov

### 1991.
- Priča: Vera Ivosić-Santo, Evici, s ljubavlju
- Roman: Predrag Raos, Nul effort
- Posebno ostvarenje: Zoran Živković, Enciklopedija naučne fantastike (srpski teoretičar)[5]

### 1992.
- Nagrada nije dodjeljivana.

### 1993.
- Nagrada nije dodjeljivana.

### 1994.
- Priča: Darko Macan, Mihovil Škotska Snježnica
- Ilustracija: Aleksandar Žiljak

### 1995.
- Kratka priča: Darko Macan, Pročitaj i daj dalje
- Priča: Jasmina Blažić, Kuća na broju 15
- Novela: Jasmina Gluhak, Nataša Pavlović, One Shot
- Ilustracija: Igor Kordej

### 1996.
- Kratka priča: Mario Berečić, Ovo je moja nesreća
- Priča: Tatjana Jambrišak, Duh novog svijeta
- Drama: Hrvoje Kovačević, Profesionalna deformacija
- Ilustracija u boji: Igor Kordej
- Crno-bijela ilustracija: Aleksandar Žiljak
- Životno djelo: Krsto A. Mažuranić i Ivica Posavec
- Protosfera: Zvjezdana Odobašić, za roman Čudesna krljušt

### 1997.
- Minijatura: Denis Peričić, Diptih o doktoru
- Kratka priča: Dean Fabić, Svi njihovi životi
- Priča: Aleksandar Žiljak, Slijepe ptice
- Roman: Predrag Raos, Od rata do zvijezda
- Ilustracija u boji: Karlo Galeta
- Crno-bijela ilustracija: Tihomir Tikulin
- Posebno ostvarenje: Urban & 4, za album Otrovna kiša

### 1998.
- Minijatura: Zdenko Vlainić, Buba
- Kratka priča: Tatjana Jambrišak, Crveno i crno
- Priča: Goran Konvični, Pet minuta do budućnosti
- Drama: Marijana Nola, Don Huanov kraj
- Ilustracija: Bojan Tarticchio
- Životno djelo: Zdravko Valjak
- Protosfera: Andrija Jakić, za priču a.n.d.

### 1999.
- Minijatura: Aleksandar Žiljak, Prvi let
- Kratka priča: Jasmina Blažić, Kraj stoljeća
- Priča: Zoran Pongrašić, Dijagonala
- Drama: Denis Peričić, Netopir
- Roman: Milena Benini Getz, Kaos
- Ilustracija u boji: Željko Pahek
- Crno-bijela ilustracija: Esad T. Ribić
- Životno djelo: Damir Mikuličić

### 2000.
- Minijatura: Zoran Vlahović, Lovci slave
- Kratka priča: Irena Krčelić, Gubilište
- Priča: Krešimir Mišak, Svijet iduće sekunde
- Novela: Dalibor Perković, Banijska praskozorja
- Drama: Ivana Sajko, Idući površinom
- Ilustracija: Goran Šarlija

### 2001.
- Minijatura: Aleksandar Žiljak, Hladni dodir vatre
- Kratka priča: Igor Lepčin, Blijedonarančasta Tineluss
- Priča: Vanja Spirin, Nimfa
- Novela: Krunoslav Gernhard, Libra mrtvieh nazivja
- Roman: Darko Macan, Koža boje masline
- Esej: Igor Marković, U vrtlogu stvarnosti - Dick čitan Flusserom
- Ilustracija: Robert Drozd
- Životno djelo: Živko Prodanović
- Posebni doprinos SFERAKONU 2000: Tajana Štasni
- Protosfera: Marin Medić, za priču Trkač

### 2002.
- Minijatura: Kristijan Novak, Posljednjih sedam milisekundi
- Kratka priča: Viktoria Faust, Teško je biti vampir
- Priča: Želimir Periš, Tisućljeće
- Novela: Igor Lepčin, Nebo iznad Marijane
- Crno-bijela ilustracija: Davor Rapaić (za knjigu 'Neusporediva' protiv slučajne sličnosti)
- Ilustracija u boji: Tatjana Jambrišak (za www.tatjana.ws[6])
- Povelja: Bojan Krstić (za izdavanje Future)

### 2003.
- Minijatura: Zoran Krušvar, Igra
- Kratka priča: Marina Jadrejčić, Tužna madona
- Priča: Tatjana Jambrišak, Ima li bolje zabave, moje dame?
- Roman za djecu: Darko Macan, Pavo protiv Pave
- Roman: Dejan Šorak, Ja i Kalisto
- Crno-bijela ilustracija: Filip Cerovečki (Lovecraftova galerija)
- Ilustracija u boji: Štef Bartolić (naslovnica Monolitha)
- Povelja: Dvotjedniku Zarezu za prilog o Philipu Kindredu Dicku[7]

### 2004.
- Minijatura: Zoran Krušvar, Brodovi u tami
- Kratka priča: Viktoria Faust, Vrištač
- Priča: Danilo Brozović, Prsti
- Novela: Dalibor Perković, Preko rijeke
- Roman za djecu: Zvonko Todorovski, Prozor zelenog bljeska
- Roman: Ivan Gavran, Sablja
- Ilustracija: Milivoj Ćeran, za Vile hrvatskih pisaca
- Protosfera: Jurica Palijan, Bili ste divna publika
- Povelja: elektronski fanzin NOSF[8]

### 2005.
- Minijatura: Saša Škerla, Bilo jednom
- Kratka priča: Bojan Sudarević, Cyberfolk[9]
- Priča: Krešimir Mišak, Akvarij sa zlatnim ribicama
- Novela: Zoran Pongrašić, Letač
- Roman: Oliver Franić, Araton
- Ilustracija: Darko Vučenik (za naslovnicu knjige Čuvari sreće Z. Pongrašića)
- Posebna priznanja: Vlatko Jurić-Kokić, Davor Šišović

### 2006.
- Minijatura: Zoran Janjanin, Primarna zdravstvena...
- Kratka priča: Petra Bulić, Antarktički vjetar
- Priča: Danilo Brozović, Anne Droid
- Novela: Milena Benini, McGuffin Link
- Roman: Dalibor Perković, Sva krv čovječanstva
- Ilustracija: Tomislav Tomić (za naslovnicu knjige Zeleno sunce, crna spora D. Brozovića)

### 2007.
- Minijatura: Dario Rukavina, Ima li piljaka tamo gore, na jugu? (zbirka Blog.SF)
- Kratka priča: Viktoria Faust, Riana u sutonu sivom (zbirka Vampirske priče)
- Priča: Danijel Bogdanović, 87. kilometar (zbirka Zagrob)
- Roman: Veselin Gatalo, Geto
- Ilustracija: Nela Dunato, You don’t own me (naslovnica časopisa NOSF[10])
- Posebno ostvarenje: Tomislav Šakić i Aleksandar Žiljak, Ad Astra – Antologija hrvatske znanstveno-fantastične novele 1976-2006
- Životno djelo – Mladen Bjažić

### 2008.
- Minijatura: Danijel Bogdanović, Decimala ("Krivo stvoreni", Pučko otvoreno učilište Pazin, 2007.)
- Kratka priča: Ivana D. Horvatinčić, Post mortem ("Priče o starim bogovima", Pučko otvoreno učilište Pazin, 2007.)
- Priča: Nikola Kuprešanin, Karakuri ningyo (NOSF magazin br. 25, 2007.)
- Novela: Danilo Brozović, Besmrtna Diana ("Trinaesti krug bezdana", Mentor i SFera, 2007.)
- Roman: Predrag Raos, Let Nancija Konratata (Izvori, 2007.)
- Roman za djecu: Darko Macan, Dlakovuk (Knjiga u centru, 2007.)
- Esej: Zoran Kravar, Duboka fikcija - J. R. R. Tolkien (Ubiq br.1, Mentor, 2007.)
- Zbirka poezije: Tatjana Jambrišak, Slova iz snova (Mentor, 2007.)
- Posebno ostvarenje: Zoran Krušvar, Multimedijalni projekt Izvršitelji nauma Gospodnjeg
- Strip: Ivan Marušić, Entropola (Mentor, 2007.),
- Posebno ostvarenje za oblikovanje časospisa Ubiq: Melina Mikulić
- Protosfera: Vesna Bolfek, Snijeg i pepeo ("Priče o starim bogovima", Pučko otvoreno učilište Pazin, 2007.).

### 2009.
- Najbolja minijatura: Ed Barol, Zadnja vožnja (Dobar ulov, Pučko otvoreno učilište, Pazin, 2008.)
- Najbolja priča: Dario Rukavina, Nek' se ne zna traga, Ljeljo! (Zlatni zmajev svitak, SFera & Mentor, 2008., Zagreb)
- Najbolja novela: Zoran Krušvar, Tako mora biti (Ubiq 3, Mentor, 2008., Zagreb)
- Najbolji roman: Sanshal Tamoya, Dobitnik (Slovo, 2008., Zagreb)
- Najbolji roman za djecu: Igor Lepčin, Vražje oko (Knjiga u centru, 2008., Zagreb)
- Najbolja ilustracija u boji: Biljana Mateljan, ilustracija naslovnice zbirke Zlatni zmajev svitak (SFera & Mentor, 2008., Zagreb)
- Najbolja crno-bijela ilustracija: Frano Petruša, ilustracije i knjizi Zvijeri plišane Zorana Krušvara (Knjiga u centru, 2008., Zagreb)
- Najbolji esej o žanru: dr. Nikica Gilić, Filmska fantastika i SF u kontekstu teorije žanra (Ubiq 2, Mentor, 2008., Zagreb)
- Životno djelo: dr. Darko Suvin, professor emeritus
- Protosfera: posebna nagrada za autora mlađeg od 21 godine, dobila je u kategoriji priče Valentina Mišković za priču Izgubljeni bijeli brat (Eridan 7, Treći zmaj, 2008., Rijeka)

### 2010.
- Najbolja minijatura: Zoran Janjanin, Quare desperamus? (Treća stvarnost, Pučko otvoreno učilište, Pazin, 2009.)
- Najbolja kratka priča: Milena Benini, Plesati zajedno pod polariziranim nebom (Priče o dinosaurima, Pučko otvoreno učilište, Pazin, 2009.)
- Najbolja priča: Zoran Vlahović, Svaki put kad se rastajemo … (Ubiq 5, Mentor, Zagreb, 2009.)
- Najbolji roman: Damir Hoyka, Xavia (VBZ, Zagreb, 2009.)
- Najbolji roman za djecu: Ivana D. Horvatinčić, Pegazari (Knjiga u centru, Zagreb, 2009.)
- Najbolja drama: Tanja Radović, zbirka drama Ledeno doba (Meandar, Zagreb, 2009.)
- Najbolja ilustracija u boji: Tomislav Tikulin, ilustracija naslovnice Staklene knjige kradljivaca snova Gordona Dahlquista (Algoritam, Zagreb, 2009.)

### 2011.
- Minijatura – Ed Barol Avangarda (Dimenzija tajne, Pučko otvoreno učilište, Pazin, 2010.)
- Kratka priča – Sanja Tenjer, Kao iz pera Arbine bake (Priče o zvijezdama, Pučko otvoreno učilište, Pazin, 2010.)
- Priča – Katarina Brbora, Starozavjetna (Ubiq 6, Mentor, 2010., Zagreb)
- Novela – Danijel Bodganović, Sjećaš li se zečića na Suncu? (Ubiq 7, Mentor, 2010., Zagreb)
- Roman – Marko Mihalinec & Velimir Grgić, Kriza (Algoritam, 2010., Zagreb)
- Esej – Zoran Kravar, Kad je svijet bio mlad:visoka fantastika i doktrinarni antimodernizam, Mentor, 2010. Zagreb
- Crnobijela ilustracija – Zdenko Bašić, za ilustracije u romanu Luna (Algoritam, 2010., Zagreb)
- Ilustracija u boji – Marko Horvatrin, ilustracija naslovnice fanzina Eridan broj 9 (Treći zmaj, 2010., Rijeka)

### 2012.
Dobitnici nagrade SFERA, nacionalne nagrade za najbolja znanstvenofantastična djela objavljena u 2011. godini su, po kategorijama:
- Kratka priča – Aleksandar Žiljak, Lesija, u daljini Heraklovi stupovi (Turističke priče, Pučko otvoreno učilište, Pazin, 2011.)
- Priča – Igor Rendić, Jednom, negdje (Ubiq 9, Mentor, 2011., Zagreb)
- Roman – Franjo Janeš, Formula za kaos (Algoritam, 2011., Zagreb)
- Roman za djecu – Darko Macan Djed Mrz (Knjiga u centru, 2011., Zagreb)
- Esej – Milena Benini, Divide et morere, (Književna republika 10-12, 2011. Zagreb)
- Ilustracija u boji – Zdenko Bašić, ilustracije u izdanju Sjeverozapadni vjetar, (Planetopija, 2011., Zagreb)

- Posebna kategorija: Časopis Književna republika za temat o Darku Suvinu
- Životno ostvarenje: Želimir Košćević
- Protosfera: Antonija Mežnarić, Svakoj priči jednom mora doći kraj (Laboratorij Fantastike 2, 2011, Rijeka)

### 2013.
- Roman - Aleksandar Žiljak, Irbis
- Kratka priča - Aleksandar Žiljak, Srneći but s lisičicama, uz njega teran iz zbirke Priče o vinu
- Minijatura - Vesna Kurilić, Priča supružnika
- Priča - David Kelečić, Imago ultima
- Roman za djecu - Norma Šerment-Mikulčić Adrijanin vrt
- Teorijski rad - Petra Mrduljaš, djelo Prstenovi koji se šire: Junačka potraga u djelima J. R. R. Tolkiena
- Crno-bijela ilustracija - Korina Hunjak, Loki, objavljena u fanzinu Eridan
- Ilustracija u boji - Mario Rosanda, naslovnica zbirke Priče o vinu[11]

### 2014.
- Minijatura – David Kelečić, Dječak i mora
- Kratka priča – Irena Hartmann, Lutke
- Roman – Tomica Šćavina, Povratak genija
- Roman za djecu – Nataša Govedić, Mrežir, zemlja mačaka i zmajeva
- Teorija – Rafaela Božić, Distopija i jezik: distopijski roman kroz oko lingvostilistike
- Posebno ostvarenje - Predrag Ličina, Teleport Zovko,  kratki film

## Vanjske poveznice
- Nagrada SFERA
- SFera, društvo za znanstvenu fantastiku

 Napomena: Ovaj tekst ili jedan njegov dio preuzet je s internetskih stranica SFere ili SFeraKona. Vidi dopusnicu za Wikipediju na hrvatskome jeziku.